# Zoran Stojcevski
Zoran Stojcevski, född 1971, är en före detta fotbollsspelare, mittfältare.
Han inledde karriären i IFK Göteborg och fick som 17-åring spela i Intertotocupen. Inför säsongen 1991 flyttades han upp i A-laget permanent men lyckades aldrig ta en fast plats.
Inför säsongen 1994 värvades han av Djurgårdens IF där han snabbt blev ordinarie. Norge lockade både inför säsongen 1996 och 1998 samt inför 1998 försökte även AIK värva honom men han valde att stanna i Djurgården vid samtliga tillfällen. Efter säsongen 1996 blev han även utsedd till årets spelare i Djurgården. När Djurgården åkte ur Allsvenskan 1999 fick han lämna och värvades av Superettan-konkurrenten Café Opera där han stannade två säsonger.
Under den fina debutsäsongen i Djurgården 1994 blev Makedonien intresserade men behövde söka dispens då Stojcevski redan spelat för Sveriges U21-landslag. Han var sen med laget men blev inte uttagen i matchtruppen när Makedonien vann över Cypern med 3-0 17 december 1994.
Efter spelarkarriären blev han 2006 tränare i Värtans IK men stannade av allt att döma bara en säsong.

## Statistik

### Klubblag
| Klubb          | Säsong         | Liga             | Liga    | Liga | Liga   | Nationell cup | Nationell cup | Nationell cup | Internationell cup | Internationell cup | Internationell cup | Totalt  | Totalt | Totalt |
| Klubb          | Säsong         | Division         | Matcher | Mål  | Assist | Matcher       | Mål           | Assist        | Matcher            | Mål                | Assist             | Matcher | Mål    | Assist |
| -------------- | -------------- | ---------------- | ------- | ---- | ------ | ------------- | ------------- | ------------- | ------------------ | ------------------ | ------------------ | ------- | ------ | ------ |
| IFK Göteborg   | 1989           | Allsvenskan      | 0       | 0    | 0      | 0             | 0             | 0             | 1                  | 0                  | 0                  | 1       | 0      | 0      |
| IFK Göteborg   | 1990           | Allsvenskan      | 0       | 0    | 0      | 0             | 0             | 0             | 0                  | 0                  | 0                  | 0       | 0      | 0      |
| IFK Göteborg   | 1991           | Allsvenskan      | 5       | 0    | 0      | 1             | 1             | 0             | 0                  | 0                  | 0                  | 6       | 1      | 0      |
| IFK Göteborg   | 1992           | Allsvenskan      | 1       | 0    | 0      | 0             | 0             | 0             | 0                  | 0                  | 0                  | 1       | 0      | 0      |
| IFK Göteborg   | 1993           | Allsvenskan      | 3       | 0    | 0      | 1             | 0             | 0             | 0                  | 0                  | 0                  | 4       | 0      | 0      |
| IFK Göteborg   | Totalt         | Totalt           | 9       | 0    | 0      | 2             | 1             | ?             | 1                  | 0                  | 0                  | 12      | 1      | 0      |
| Djurgårdens IF | 1994           | Division 1 Norra | 26      | 7    | ?      | ?             | 1             | 0             | —                  | —                  | —                  | 26      | 8      | 0      |
| Djurgårdens IF | 1995           | Allsvenskan      | 18      | 0    | 4      | ?             | 1             | 0             | —                  | —                  | —                  | 18      | 1      | 4      |
| Djurgårdens IF | 1996           | Allsvenskan      | 22      | 5    | 3      | ?             | 1             | 0             | 4                  | 1                  | 0                  | 26      | 7      | 3      |
| Djurgårdens IF | 1997           | Division 1 Norra | 21      | 5    | ?      | ?             | 1             | 0             | —                  | —                  | —                  | 21      | 6      | 0      |
| Djurgårdens IF | 1998           | Division 1 Norra | 3       | 0    | 2      | ?             | 1             | 0             | —                  | —                  | —                  | 3       | 1      | 2      |
| Djurgårdens IF | 1999           | Allsvenskan      | 12      | 1    | 0      | ?             | 1             | 0             | —                  | —                  | —                  | 12      | 2      | 0      |
| Djurgårdens IF | Totalt         | Totalt           | 102     | 18   | 9      | ?             | 6             | 0             | 4                  | 1                  | 0                  | 106     | 25     | 9      |
| FC Café Opera  | 2000           | Superettan       | 30      | 5    | 0      | ?             | ?             | 0             | —                  | —                  | —                  | 30      | 5      | 0      |
| FC Café Opera  | 2001           | Superettan       | 13      | 0    | 0      | ?             | ?             | 0             | —                  | —                  | —                  | 13      | 0      | 0      |
| FC Café Opera  | Totalt         | Totalt           | 43      | 5    | 0      | 0             | 0             | 0             | —                  | —                  | —                  | 43      | 5      | 0      |
| Hela karriären | Hela karriären | Hela karriären   | 197     | 23   | 9      | 2             | 7             | 0             | 5                  | 1                  | 0                  | 161     | 31     | 9      |

### Landslag
| Landslag    | År     | Totalt  | Totalt | Totalt |
| Landslag    | År     | Matcher | Mål    | Assist |
| ----------- | ------ | ------- | ------ | ------ |
| Sverige U21 | 1991   | 1       | 0      | 0      |
| Totalt      | Totalt | 1       | 0      | 0      |

## Meriter

### IFK Göteborg
SM-guld 1991 & 1993
Svenska Cupen 1991

### Djurgårdens IF
Vinnare Division 1 Norra 1994 & 1998